# يان تومسون
يان تومسون (بالإنجليزية: Ian Thompson)‏ (8 يونيو 1958 في المملكة المتحدة - ) هو لاعب كرة قدم بريطاني في مركز الهجوم. لعب مع نادي بورنموث ونادي جامعة كارديف ميتروبوليتان ونادي ميرثير تيدفيل ‏ ونادي سالزبري سيتي ونادي بول تاون وهافرفوردويست ‏.